# De munitionibus castrorum

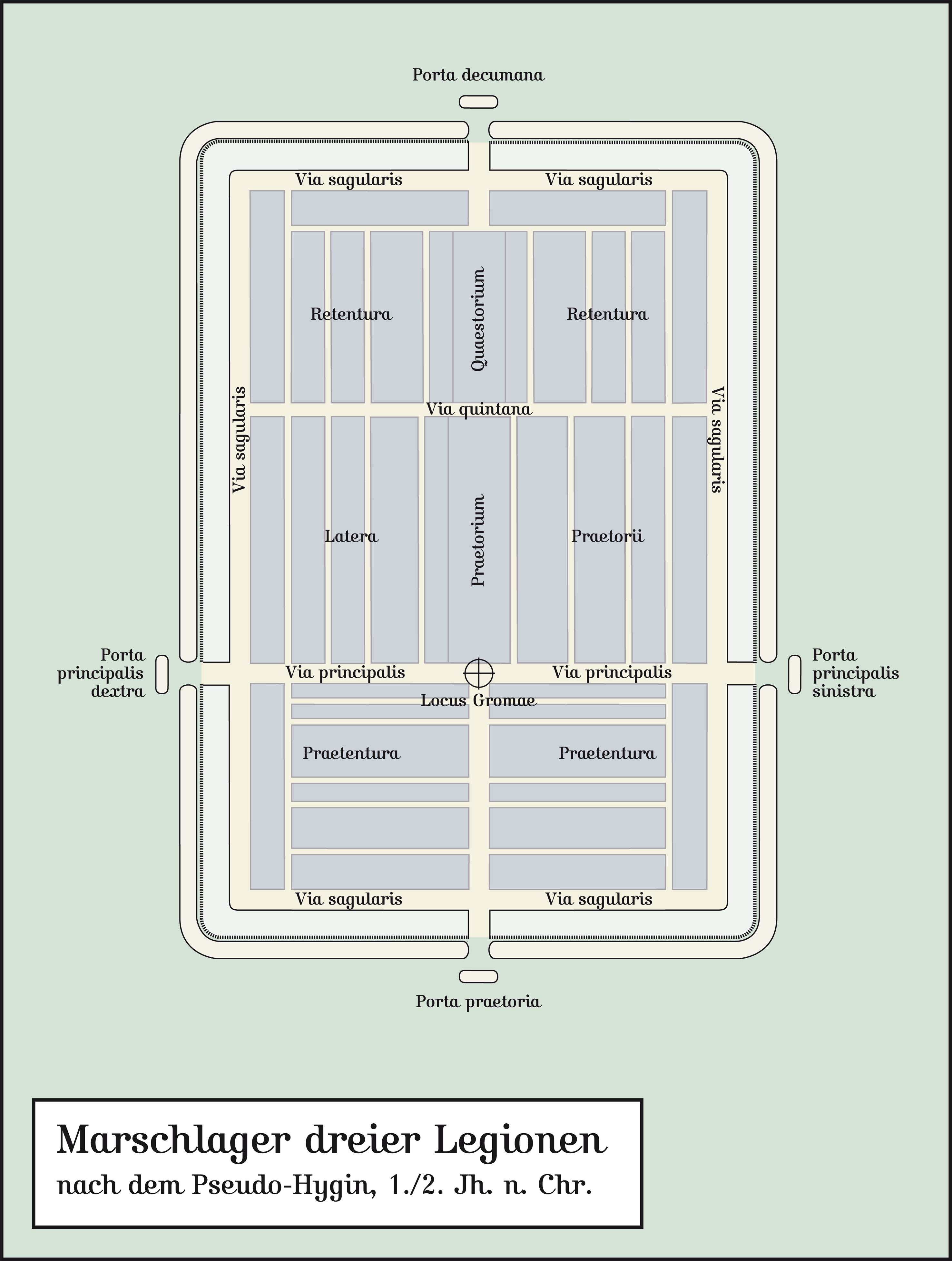
Plan obozu rzymskiego według opisu zawartego w traktacie

De munitionibus castrorum (łac. O wytyczaniu obozów wojskowych) – anonimowy traktat rzymski przypisywany Pseudo-Hyginusowi.
Datowany rozbieżnie, od I wieku n.e. aż do przełomu III/IV wieku n.e. Wcześniej przypisywany autorstwu Hyginusa Gromaticusa, współcześnie określanemu jako Pseudo-Hyginusa.

## Cel dzieła
Autor swoje dzieło dedykuje Drogiemu Bratu. Określa w nim reguły, jakimi powinni kierować się żołnierze rzymscy podczas organizowania i tworzenia letniego obozu wojskowego (castra aestivalia). Wskazał, jak wytyczać i wymierzać pola namiotowe, obwarowania obozu, wielkość terenu, umiejscowienie i omówienie poszczególnych części obozu. Autor nie kryje, że korzystał z innych autorów, ale ich nazwisk nie podaje. Wiadomości, jakie zawarł, sprawdził i stosował także w praktyce, gdyż był mierniczym (metator). Sugestie Pseudo-Hyginusa odbiegają od schematu obozów, jakie poznano w wyniku wykopalisk, stąd przypuszcza się, że niniejsze dzieło dotyczy specyficznej sytuacji, gdy „w jednym obozie skoncentrowano kilka legionów, jednostek pomocniczych i innych oddziałów exercitus Romanus”. We wskazaniach autora znajdują się m.in. wytyczne co do lecznicy weterynaryjnej dla zwierząt (veterinarium) czy ustawienia ołtarza (auguratorium).

## Wydania
- Traktat zachował się w kodeksie Arceriańskim (codex Arcerianus – Guelferbytanus) z IV wieku n.e., który przechowywany jest w Bibliotheca Augustana Guelferbytana w dolnosaksońskim Wolfenbüttel w Niemczech. Z tego kodeksu dokonywano późniejsze, szesnastowieczne odpisy.
- Hygini Gromatici Liber de munitionibus castrorum. (Alfred von Domaszewski[c], Leipzig 1887. (reprint: 1972)
- Pseudo-Hygin des fortifications du camp, ed. M. Lenoir, Paris 1997.
- Pseudo-Hyginus, O wytyczaniu obozów wojskowych, UAM, Poznań 2010 (tekst polski i łaciński). Pierwsze pełne tłumaczenie na język polski.